# Gravitas (Talib Kweli)
Gravitas è il sesto album in studio da solista del rapper statunitense Talib Kweli, pubblicato nel dicembre 2013.

## Tracce
1. Inner Monologue – 3:47
2. Demonology (featuring Big K.R.I.T. & Gary Clark Jr.) – 3:55
3. State of Grace (featuring Abby Dobson) – 5:54
4. Violations (featuring Raekwon) – 3:37
5. Rare Portraits – 3:50
6. New Leaders (featuring The Underachievers) – 5:06
7. The Wormhole – 4:10
8. What's Real (featuring RES) – 4:27
9. Art Imitates Life (featuring Black Thought, Rah Digga & ALBe. Back) – 3:47
10. Lover's Peak – 1:59
11. Colors of You (featuring Mike Posner) – 3:26